# 制空
『制空』（原題『Il dominio dell'aria』）とは、ジュリオ・ドゥーエ（イタリア）の著書。1921年発刊。航空戦力の本質を攻勢として空中からの決定的破壊攻撃を説いたドゥーエの『制空』は1927年ごろには世界的反響を生んだ。ドゥーエやウィリアム・ミッチェルに代表される制空獲得、政戦略的要地攻撃を重視する戦略には戦略爆撃部隊の保持が好ましく、1930年代には戦術的にも可能となり、列強は分科比率で爆撃機を重視するようになった。

## 内容
ドゥーエの制空権獲得徹底第一主義は航空撃滅に終始して航空戦力を撃滅し、航空優勢の保持による地上作戦を想定していた。ドゥーエの構想は空軍で攻撃を行い、地上で防御を行うというものであった。本来防勢的地上作戦成果より攻勢を本質とする航空戦力により空中から敏速に決定的な破壊攻撃を連続し、敵の物、心の両面の資源破壊により勝利すべきと主張した。
これからの戦争は兵士、民間人に区別のない総力戦であり、空爆で民衆にパニックを起こせば自己保存の本能に突き動かされ、戦争の終結を要求するようになるという。テロ効果を強調して無差別爆撃論を提唱した。「最小限の基盤である民間人に決定的な攻撃が向けられ戦争は長続きしない」「長期的に見れば流血が少なくするのでこのような未来戦ははるかに人道的だ」という。ドゥーエは人口密集地の住民への攻撃手段として高性能爆弾、焼夷弾、毒ガス弾の例をあげている。